# Kamienica (Opole)
Kamienica [pronunciación en polaco: /kamjɛˈnit͡sa/] (en alemán: Kamitz) es un pueblo en el distrito administrativo de Gmina Paczków, dentro del Distrito de Nysa, Voivodato de Opole, en el sudoeste de Polonia, cercano a la frontera checa. Se encuentra aproximadamente 4 kilómetros al oeste de Paczków, 28 kilómetros al oeste de Nysa, y 74 kilómetros al oeste de la capital regional, Opole.
Hasta 1945 el área era parte de Alemania (véase Territorios Polacos Recuperados).
El pueblo tiene una población aproximada de 1,300 habitantes.